# Tropicus alcicornis
Tropicus alcicornis is een keversoort uit de familie oevergraafkevers (Heteroceridae). De wetenschappelijke naam van de soort is voor het eerst geldig gepubliceerd in 1989 door Mascagni.